# Catocala atra
Catocala atra là một loài bướm đêm trong họ Erebidae.